# 村瀬紗英
村瀬 紗英（むらせ さえ、1997年〈平成9年〉3月30日 - ）は、日本の女優、ファッションモデル、アパレルプロデューサーであり、『Ray』の専属モデル。女性アイドルグループNMB48の元メンバー及び派生ユニットQueentetのメンバーである。
大阪府出身。テンカラット所属。

## 経歴
2011年5月、NMB48 第2期生オーディション最終審査に合格し、同年6月5日にTOKYO DOME CITY HALLにて開催された『見逃した君たちへ〜AKB48グループ全公演〜』において、NMB48第2期研究生23名の1人としてお披露目された。同年8月13日、NMB48 2期生「PARTYが始まるよ」の初日公演が開催され、選抜メンバー16名のうちの一人として劇場公演デビューを果たす。2012年1月26日にNMB48研究生29人の中から選ばれたチームM初期メンバー16人に入り、正規メンバーに昇格した。
2017年1月1日よりチームBIIへ異動。
同年5月から6月にかけて実施された『AKB48 49thシングル 選抜総選挙』では24,585票を獲得して39位となり、ネクストガールズに選出。総選挙において自身初のランクインを果たした。
同年11月17日より、TBSチャンネル1にて自身初となる冠番組『NMB48村瀬紗英の麻雀ガチバトル! さえぴぃのトップ目とったんで!』が放送開始。
2018年6月15日より韓国のオーディション番組『PRODUCE 48』に参加。7月13日放送の第1回目の視聴者投票では40位にランクイン、7月26日放送の番組内ポジション評価ダンス部門では視聴者投票で総合1位を記録したが、8月25日の放送で脱落が決定した。同年10月より、ZOZOTOWNのウェブショップ・BUNNY apartmentが展開するアパレルブランド『ANDGEEBEE（アンジービー）』のプロデューサーに就任した。
2019年3月1日よりチームNへ異動。
2020年4月22日刊行のファースト写真集『Sがいい』は、予約好調のため発売を前に重版が決定した。同年10月10日、2期生冠ライブ「2期生公演」にて、卒業を発表。12月14日、オリックス劇場にて卒業コンサート「Happy Saepy Ending」を開催。12月23日、NMB48劇場で卒業公演を開催。
2021年3月17日、同年1月1日よりテンカラットに所属しており、女性ファッション誌『Ray』（主婦の友社）の専属モデルを務める（3月23日発売の5月号から）ことが発表された。
2024年、「第32回大韓民国文化芸能大賞」のスター賞を受賞。この回では唯一の日本人受賞者となった。

## 人物
ニックネームは、さえぴぃ。
小学生の頃からおしゃれ好きで、もともとファッション誌のモデルになることが夢であり、NMB48加入前にはモデルのオーディションを受けていた。2016年に開始したファッションコーディネートアプリ「WEAR」では、1年半でフォロワーが40万人を超え、女性ファンも増えた。好きなファッションブランドはリリーブラウン、パメオポーズ。
趣味は音楽鑑賞。特技はバドミントン（小学校から。部活とクラブチームで5年間）。性格は人見知り、長所はポジティブ、短所は素直じゃないところ。
好きな食べ物はオムライス、梨、サバの味噌煮、鰻。苦手な食べ物は梅、ピクルス。大嫌いな食べ物はなすび。炭酸飲料が苦手。好きな色はオレンジ、黄色、紫、ピンク、赤。好きな言葉は危機一髪。得意科目は英語、国語、体育。
母親が昔ガールズバンドでギターを弾いていて、家にあるギターで弾き方を教えてもらいギターが弾ける。他に弾ける楽器はピアノ、タンバリン。
利き手は左手で、箸も左手だが、黒板のチョーク・麻雀のツモは右手、鉛筆・シャーペン・ボール投げは両手。
弟がいる。母親は村瀬が高校3年生の頃に死去している。
視力は両目とも2.0ある（2016年現在）。
2012年10月から飼いはじめたハムスターの名前はマイケル・ハッチェンス。これまで飼ってきたハムスターの名前はシャナン、レニークラビッツ、ケラリーノミラショボビッチ。

## NMB48在籍時の参加楽曲

### シングル選抜楽曲
NMB48名義
- 「オーマイガー!」に収録
  - 僕は待ってる
  - なんでやねん、アイドル
- 「純情U-19」に収録
  - 場当たりGO! - 「アンダーガールズ」名義
- 「ナギイチ」に収録
  - 理不尽ボール - 「アンダーガールズ」名義
- 「ヴァージニティー」に収録
  - 僕らのレガッタ - 「白組」名義
- 「北川謙二」に収録
  - インゴール
- 「僕らのユリイカ」に収録
  - ひな壇では僕の魅力は生きないんだ - 「難波鉄砲隊其之参」名義
- 「カモネギックス」に収録
  - もう裸足にはなれない - 「難波鉄砲隊其之四」名義
- 高嶺の林檎
- らしくない
  - 右にしてるリング - 「Team M」名義
- Don't look back!
  - ハート、叫ぶ。 - 「Team M」名義
- ドリアン少年
  - 僕だけのSecret time - 「Team M」名義
- 「Must be now」に収録
  - 片想いよりも思い出を…
  - Good-bye, Guitar - 「Team M」名義
- 甘噛み姫
  - 恋を急げ - 「Team M」名義
- 僕はいない
  - 最後の五尺玉 - 「Team M」名義
- 僕以外の誰か
  - Let it snow ! - 「Team BII」名義
- ワロタピーポー
  - 自分の色 - 「2期生」名義
  - 普通の水 - 「Team BII」名義
  - Which one
- 欲望者
  - 匙を投げるな! - 「Team BII」名義
- 僕だって泣いちゃうよ
  - 職務質問 - 「Team BII」名義
- 床の間正座娘
  - 甘い妄想 - 「Queentet」名義
  - 焼け木杭 - 「Team N」名義
  - ピンク色の世界
  - 2番目のドア
- 母校へ帰れ!
  - 僕だけの君でいて欲しい - 「Queentet」名義
  - がっつきガールズ  - 「Team N」名義
- 初恋至上主義
  - ごめん 愛せないんだ - 「Team N」名義
- だってだってだって
  - 涯 - 「Team N」名義
  - イミフ - 「村瀬紗英」名義 ※ソロ楽曲
- 恋なんかNo thank you!
  - アイラブ豚まん
  - ダンシングハイ - 「Team N」名義

AKB48名義
- 「ギンガムチェック」に収録
  - あの日の風鈴 - 「ウェイティングガールズ」名義
- 「鈴懸の木の道で「君の微笑みを夢に見る」と言ってしまったら僕たちの関係はどう変わってしまうのか、僕なりに何日か考えた上でのやや気恥ずかしい結論のようなもの」に収録
  - 君と出会って僕は変わった - 「NMB48」名義
- 「Green Flash」に収録
  - パンキッシュ - 「NMB48」名義
- 「君はメロディー」に収録
  - しがみついた青春 - 「NMB48」名義
- 「シュートサイン」に収録
  - 真夜中の強がり - 「NMB48」名義
- 「#好きなんだ」に収録
  - 戸惑ってためらって - 「ネクストガールズ」名義
- 「ジャーバージャ」に収録
  - 下手を打つ - 「NMB48」名義
- 「センチメンタルトレイン」に収録
  - 波が伝えるもの - 「第10回世界選抜総選挙記念枠」名義
- 「NO WAY MAN」に収録
  - わかりやすくてごめん - 「PRODUCE48選抜」名義

### その他の参加楽曲
fairy w!nk名義
- 「天使はどこにいる?」に収録
  - あばたもえくぼもふくはうち - 「ふぅさえ」名義

PRODUCE 48名義
- NEKKOYA (PICK ME)

### アルバム選抜楽曲
NMB48名義
- 『てっぺんとったんで!』に収録
  - てっぺんとったんで!
  - With my soul - 「team M」名義
- 『世界の中心は大阪や 〜なんば自治区〜』に収録
  - イビサガール
  - 夏の催眠術 - 「Team M」名義
  - ピーク
- 『難波愛〜今、思うこと〜』に収録
  - 難波愛

AKB48名義
- 『1830m』に収録
  - 青空よ 寂しくないか? - 「AKB48+SKE48+NMB48+HKT48」名義

PRODUCE 48名義
- 『PRODUCE 48 - 30 Girls 6 Concepts』に収録
  - Rumor - 「H.I.N.P (Hot Issue of Ntl. Producers)」名義

### 劇場公演ユニット曲
2期生「PARTYが始まるよ」公演
- キスはだめよ

チームM 1st Stage「アイドルの夜明け」
- 残念少女

チームM 2nd Stage「RESET」
- 奇跡は間に合わない（2nd UNIT）
- 逆転王子様（白間美瑠のユニットアンダー）
- 心の端のソファー

チームBII 4th Stage「恋愛禁止条例」
- ハート型ウイルス

チームN 4th Stage「目撃者」
- 抱きしめられたら（古賀成美のユニットアンダー）

チームN 5th Stage「N Pride」
- 愛しさのdefence

## 出演

### テレビドラマ
- 第1話（2019年4月22日 - 7月7日、朝日放送テレビ） - 村瀬紗英 役[32]
  - #3 グルメドラマ「なにわのグルメ記者 味旨美味子（あじうま・びみこ）」（5月6日） - 味旨美味子 役
  - #7 特撮ドラマ「ギガコ」（6月2日） - サイフォース隊員 役
  - #12 刑事ドラマ「刑事たち」（7月7日） - スケバン刑事 役
- 彼女はキレイだった（2021年7月6日 - 9月14日、関西テレビ） - 風見若葉 役
- 奇跡のバックホーム（2022年3月13日、ABCテレビ） - 真子 役[33]
- 雪女と蟹を食う 第3話（2022年7月23日、テレビ東京） - マホ 役
- OTHELLO（2022年7月25日 - 10月10日、朝日放送テレビ） - 竹村ひとみ 役[34]
- 彼女たちの犯罪 第2話・第6話 （2023年7月27日・8月24日、読売テレビ） - 石中志帆 役[35]
- 好きやねんけどどうやろか（2024年1月12日 - 3月15日、読売テレビ） - 神田数代 役[36]
- どうか私より不幸でいて下さい（2024年7月10日 - 9月25日、日本テレビ） - 新井由香 役[37]
- ミッドナイト屋台〜ラ・ボンノォ〜 第4話（2025年5月3日、東海テレビ・フジテレビ） - 山中恵美 役[38]

### テレビ番組
- ユタンポ（2013年4月6日 - 2017年6月24日、RSK山陽放送） - 「NMB48さえぴぃ・あいりのぼっけぇ相談室」[39]
- 麻雀ガチバトル トップ目とったんで!二代目決定トーナメント（2017年10月14日 - 28日、TBSチャンネル1）
  - NMB48村瀬紗英の麻雀ガチバトル! さえぴぃのトップ目とったんで!（2017年11月19日 - 2019年10月19日、TBSチャンネル1）[40]
- いたくろむらせのオンとオフ（2019年8月5日 - 2020年12月21日、テレビ埼玉）[41]
- ミキBASE 〜いいね!で応援〜（2020年4月1日 - 12月17日、毎日放送） - レギュラー出演
- ラヴィット!（2023年9月 - 、TBSテレビ） - 不定期

### 映画
- よしもと新喜劇映画 女子高生探偵 あいちゃん（2018年3月17日、KATSU-do） - 村瀬紗英（本人） 役[42]

### 舞台
- 吉本興業創業100周年記念公演 吉本百年物語 6月公演「舶来上等、どうでっか?」（2012年6月12日 - 7月1日、なんばグランド花月） - おさえ 役[43][44]

### ゲーム
- 麻雀 さえぴぃのトップ目とったんで!（2017年11月13日、レッドクイーン）[45]

### ミュージック・ビデオ
- 河内REDS「東京ガール」（2019年）[46]

### ラジオ
- おやすみNMB48（2013年4月8日 - 2017年6月26日、FM岡山） - パーソナリティ
- NMB48学園〜こちらモンスターエンジン組〜（2017年4月8日 - 2019年3月30日、ABCラジオ） - レギュラー[47]

### ファッションショー
- KANSAI COLLECTION（京セラドーム大阪）
  - 2017 AUTUMN & WINTER（2017年8月30日）[48]
  - 2019 AUTUMN & WINTER（2019年8月27日）[49]
  - 2020 SPRING & SUMMER（2020年3月1日）[50]
- TOKYO GIRLS COLLECTION
  - 第33回 2021 AUTUMN/WINTER（2021年9月4日、オンライン配信）[51]
  - 第34回 2022 SPRING/SUMMER（2022年3月21日、国立代々木競技場第一体育館）[52]
  - 第35回 2022 AUTUMN/WINTER（2022年9月3日、さいたまスーパーアリーナ）[53]
  - TGC KITAKYUSHU 2022 by TOKYO GIRLS COLLECTION（2022年11月19日、西日本総合展示場）[54]
  - oomiya presents TGC WAKAYAMA 2023 by TOKYO GIRLS COLLECTION（2023年2月11日、和歌山ビッグホエール）[55]
  - 第37回 マイナビ 東京ガールズコレクション 2023 AUTUMN/WINTER（2023年9月2日、さいたまスーパーアリーナ）[56]
  - REATEs presents TGC KITAKYUSHU 2023 by TOKYO GIRLS COLLECTION（2023年10月7日、西日本総合展示場新館）[57]
  - SDGs推進 TGC しずおか 2024 by TOKYO GIRLS COLLECTION（2024年1月13日、ツインメッセ静岡 北館大展示場）[58]
  - oomiya presents TGC WAKAYAMA 2024 by TOKYO GIRLS COLLECTION（2024年2月3日、和歌山ビッグホエール）[59]
  - 第38回 マイナビ 東京ガールズコレクション 2024 SPRING/SUMMER（2024年3月2日、国立代々木競技場第一体育館）[60]
  - 麻生専門学校グループ presents TGC KUMAMOTO 2024 by TOKYO GIRLS COLLECTION（2024年4月13日、グランメッセ熊本）[61]
  - 第39回 マイナビ 東京ガールズコレクション 2024 AUTUMN/WINTER（2024年9月7日、さいたまスーパーアリーナ）[62]
  - 第40回 マイナビ 東京ガールズコレクション 2025 SPRING/SUMMER（2025年3月1日、国立代々木競技場第一体育館）[63]
- SAPPORO COLLECTION
  - 2021 ONLINE WINTER Editon（2021年11月9日、オンライン配信）[64]
  - 2022 SPRING / SUMMER（2022年5月29日、札幌コンベンションセンター）[65]
  - 2022 AUTUMN / WINTER（2022年10月29日、北海道立総合体育センター）[66]
  - 2023 SPRING / SUMMER（2023年6月7日、札幌コンベンションセンター）[67]
  - ミュゼプラチナム Presents SAPPORO COLLECTION 2023 AUTUMN／WINTER（2023年11月4日、北海きたえーる）[68]
  - 2024 SPRING / SUMMER（2024年3月16日、北海きたえーる）[69]
  - 2025 SPRING / SUMMER（2025年4月26日、北海きたえーる）[70]

### 広報
- プリモ・ジャパン アイプリモ 「～11Girls story～」（2017年10月 - 、アイプリモ特設ページ内）[71]
- シンシア MicheBloomin（2019年3月12日 - ） - ブランドミューズ[72]
- AMERICAN EAGLE OUTFITTERS デニム・キャンペーン「‘A Fit for Every Story’」（2022年9月21日 - ） - パートナーシップ[73]

### 街頭ビジョン
- ラジカルビデオジョッキー「NMB48 presents NUMBER SHOT」（2012年10月19日 - 2014年1月、トンボリステーション）[74]

## 書籍

### 雑誌モデル
- Ray （2021年5月号 - 、主婦の友社） - 専属モデル[15]

### 連載
新聞
- スポーツ報知 関西版（2014年12月7日 - 2017年11月、報知新聞社） - NMB48村瀬紗英の冴えてる!

ウェブ
- ar web（2017年2月6日 - 2019年7月、主婦と生活社） - 超使える!村瀬紗英の私服コーデSHOW → 村瀬紗英の私服コーデSHOW[75]

### 写真集
- Sがいい（2020年4月22日、主婦と生活社、撮影：熊木優）ISBN 978-4-391-15469-6[10][11]